# Mystic Warrior Dub
A  Mystic Warrior Dub Lee "Scratch" Perry és Mad Professor közös reggae/dub albuma.

## Számok
1. Dub Those Crazy Baldheads 6:43
2. Pirates (Black Plastic) 3:25
3. Kung Fu Fighting 3:17
4. 25 Years Ago 3:09
5. Mystic Warrior 3:39
6. Feel The Spirit 5:15
7. Good Luck Perry 4:32
8. Jazzy Lady 4:19
9. Dub Them Crazy 6:44
10. Broken Antennae 3:33
11. Black Art 3:22
12. Dub The Past 3:14
13. Mystic Warrior Dub 3:40
14. Dub Reggae Soca 5:21
15. Dub It Scratchy Dub It 4:43
16. Jazzy Dub 4:17